# 4932 Texstapa
A 4932 Texstapa (ideiglenes jelöléssel 1984 EA1) a Naprendszer kisbolygóövében található aszteroida. Brian A. Skiff fedezte fel 1984. március 9-én.